# Prado (Covelo)
Prado (oficialmente San Salvador de Prado) es una parroquia española del municipio de Covelo, perteneciente a la provincia de Pontevedra, en la comunidad autónoma de Galicia.

## Historia
Hacia mediados del siglo XIX, el lugar, por entonces referido como una feligresía, tenía contabilizada una población de 492 habitantes. Aparece descrito en el decimotercer volumen del Diccionario geográfico-estadístico-histórico de España y sus posesiones de Ultramar de Pascual Madoz con las siguientes palabras:

PRADO (San Salvador): felig. en la prov. de Pontevedra (7 leg.), part. jud. de Cañiza (1 1/2), dióc. de Tuy (7), ayunt. de Cobelo (1). sit. en las márg. del r. Tea, con libre ventilacion, clima frio y saludable. Tiene 91 casas en los l. de Cobeliño, Coto de Galos, Costiña, Fondo de Vila, Prado y Rio-Cobelo. La igl. parr. (San Salvador) se halla servida por un cura de entrada y provision real y ordinaria. A considerable distancia por la parte del S. en el monte Faro, hay una ermita bajo la advocacion de Ntra. Sra. de la Giestosa. Confina el térm. N. y E. la Graña; S. Godines, y O. Campo. El terreno es áspero y de calidad inferior; le cruza por el centro dicho r. Tea. Atraviesa por esta felig. la vereda que conduce á Fofe y á la Graña: su estado es malo. prod.: cereales, lino, yerba, patatas, maiz y centeno; se cria ganado vacuno, de cerda y lanar; caza de perdices, liebres y conejos, y alguna pesca de truchas. ind.: la agrícola y molinos harineros. comercio: se introduce vino y lino, pero nada se estrae. pobl.: 101 vec., 492 alm. contr.: con su ayuntamiento (V.).
(Madoz, 1849, p. 204)

En 2022, tenía empadronados 87 habitantes.

## Patrimonio
Hay en la parroquia una iglesia de San Salvador.